# Württembergische Bus-Gesellschaft
Die Württembergische Bus-Gesellschaft mbH (WBG) ist ein regionales Busverkehrsunternehmen mit Sitz in Waiblingen und eine 100%iges Tochterunternehmen der Transdev GmbH. Das Unternehmen betreibt mehrere Buslinien in der Region Stuttgart und ist Mitglied im VVS.
Die WBG wurde 2016 gegründet und ist ein Schwesterunternehmen der Omnibus-Verkehr Ruoff GmbH (OVR). Neben dem Verwaltungssitz und der Zentralwerkstatt in Waiblingen bestehen Niederlassungen in Kirchheim unter Teck und Ludwigsburg.

## Linienübersicht

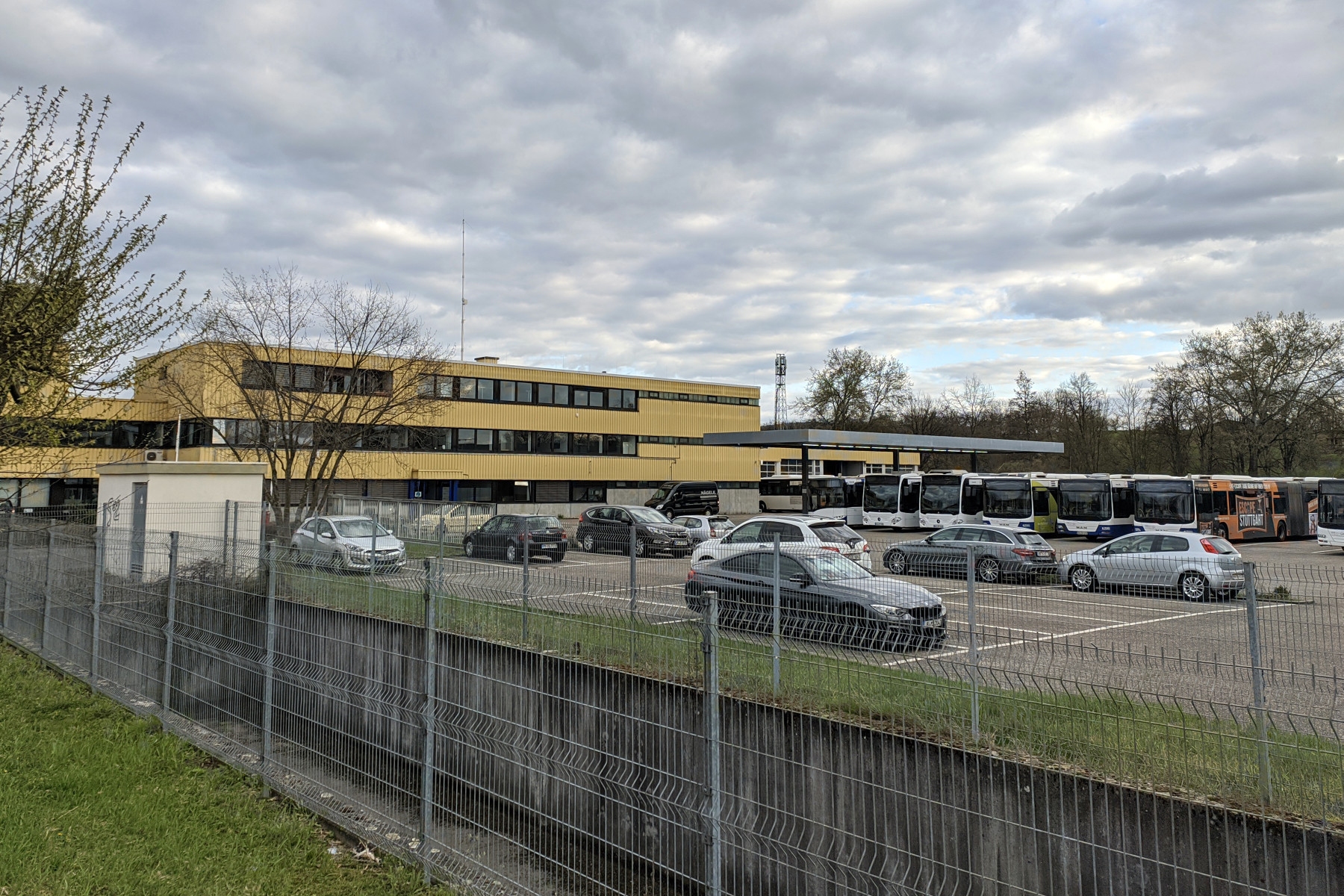
Hauptsitz von WBG und OVR in Waiblingen

Seit dem 1. Januar 2017 betreibt die WBG das Linienbündel 8 (Kirchheim/Lenningen/Weilheim) im Landkreis Esslingen:
170  Kirchheim – Weilheim – Reußenstein
173  Kirchheim – Weilheim – Bissingen – Kirchheim
174  Weilheim – Hepisau – Neidlingen
175  Kirchheim – Bissingen – Weilheim – Kirchheim
176  Kirchheim – Bissingen – Oberlenningen
177  Neidlingen – Weilheim – Kirchheim – Oberlenningen
177.1  Laichingen – Oberlenningen
Seit dem 1. Januar 2019 betreibt die WBG das Linienbündel 13 (Strohgäu Ost) im Landkreis Ludwigsburg:
508  Ludwigsburg – Möglingen – Zuffenhausen
531  Asperg – Markgröningen – Schwieberdingen
531A  Hemmingen – Schwieberdingen – Markgröningen
532  Ludwigsburg – Asperg – Markgröningen – Oberriexingen
532A  Unterriexingen – Markgröningen
533  Aldingen – Ludwigsburg – Möglingen – Markgröningen
533A  Möglingen – Markgröningen
534  Ludwigsburg – Möglingen – Schwieberdingen – Hemmingen
534A  Unterriexingen – Markgröningen – Möglingen – Ludwigsburg
535  Ludwigsburg –  Möglingen – Münchingen – Ditzingen
536  Ludwigsburg IKEA – Breuningerland – Tamm – Möglingen
536A  Tamm – Asperg – Möglingen
562  Oberriexingen – Sachsenheim
Seit dem 11. Dezember 2022 verkehrt die WBG als Subunternehmer auf einer Buslinie der Stuttgarter Straßenbahnen (SSB):
90  Korntal – Weilimdorf – Hausen – Giebel